# Babijana
Babijana (lat. Babiana), biljni rod trajnica iz porodice perukikovki smješten u tribus Irideae. Postoji 93 vrste u južnoj tropkoj Africi i jugu Afrike, a neke su uvezene i u Australiju

## Vrste
1. Babiana ambigua (Roem. & Schult.) G.J.Lewis
2. Babiana angustifolia Sweet
3. Babiana arenicola Goldblatt & J.C.Manning
4. Babiana attenuata G.J.Lewis
5. Babiana auriculata G.J.Lewis
6. Babiana avicularis Goldblatt & J.C.Manning
7. Babiana bainesii Baker
8. Babiana blanda (L.Bolus) G.J.Lewis
9. Babiana brachystachys (Baker) G.J.Lewis
10. Babiana carminea J.C.Manning & Goldblatt
11. Babiana cedarbergensis G.J.Lewis
12. Babiana cinnamomea J.C.Manning & Goldblatt
13. Babiana confusa (G.J.Lewis) Goldblatt & J.C.Manning
14. Babiana crispa G.J.Lewis
15. Babiana cuneata J.C.Manning & Goldblatt
16. Babiana curviscapa G.J.Lewis
17. Babiana dregei Baker
18. Babiana ecklonii Klatt
19. Babiana engysiphon J.C.Manning & Goldblatt
20. Babiana fimbriata (Klatt) Baker
21. Babiana flabellifolia Harv. ex Klatt
22. Babiana foliosa G.J.Lewis
23. Babiana fourcadei G.J.Lewis
24. Babiana fragrans (Jacq.) Steud.
25. Babiana framesii L.Bolus
26. Babiana gariepensis Goldblatt & J.C.Manning
27. Babiana geniculata G.J.Lewis
28. Babiana grandiflora Goldblatt & J.C.Manning
29. Babiana hirsuta (Lam.) Goldblatt & J.C.Manning
30. Babiana horizontalis G.J.Lewis
31. Babiana hypogaea Burch.
32. Babiana inclinata Goldblatt & J.C.Manning
33. Babiana karooica Goldblatt & J.C.Manning
34. Babiana lanata Goldblatt & J.C.Manning
35. Babiana lapeirousioides Goldblatt & J.C.Manning
36. Babiana × lata G.J.Lewis
37. Babiana latifolia L.Bolus
38. Babiana leipoldtii G.J.Lewis
39. Babiana lewisiana B.Nord.
40. Babiana lineolata Klatt
41. Babiana lobata G.J.Lewis
42. Babiana longicollis Dinter
43. Babiana melanops Goldblatt & J.C.Manning
44. Babiana minuta G.J.Lewis
45. Babiana montana G.J.Lewis
46. Babiana mucronata (Jacq.) Ker Gawl.
47. Babiana namaquensis Baker
48. Babiana nana (Andrews) Spreng.
49. Babiana nervosa (Lam.) Goldblatt & J.C.Manning
50. Babiana noctiflora J.C.Manning & Goldblatt
51. Babiana odorata L.Bolus
52. Babiana papyracea Goldblatt & J.C.Manning
53. Babiana patersoniae L.Bolus
54. Babiana patula N.E.Br.
55. Babiana pauciflora G.J.Lewis
56. Babiana petiolata Goldblatt & J.C.Manning
57. Babiana pilosa G.J.Lewis
58. Babiana planifolia (G.J.Lewis) Goldblatt & J.C.Manning
59. Babiana praemorsa Goldblatt & J.C.Manning
60. Babiana pubescens (Lam.) G.J.Lewis
61. Babiana purpurea (Vahl) Ker Gawl.
62. Babiana pygmaea (Burm.f.) Baker
63. Babiana radiata Goldblatt & J.C.Manning
64. Babiana regia (G.J.Lewis) Goldblatt & J.C.Manning
65. Babiana rigidifolia Goldblatt & J.C.Manning
66. Babiana ringens (L.) Ker Gawl.
67. Babiana rivulicola Goldblatt & J.C.Manning
68. Babiana rubella Goldblatt & J.C.Manning
69. Babiana rubrocyanea (Jacq.) Ker Gawl.
70. Babiana salteri G.J.Lewis
71. Babiana sambucina (Jacq.) Ker Gawl.
72. Babiana scabrifolia W.Brehmer ex Klatt
73. Babiana scariosa G.J.Lewis
74. Babiana secunda (Thunb.) Ker Gawl.
75. Babiana sinuata G.J.Lewis
76. Babiana spathacea (L.f.) Ker Gawl.
77. Babiana spiralis Baker
78. Babiana stenomera Schltr.
79. Babiana striata (Jacq.) G.J.Lewis
80. Babiana symmetrantha Goldblatt & J.C.Manning
81. Babiana tanquana J.C.Manning & Goldblatt
82. Babiana teretifolia Goldblatt & J.C.Manning
83. Babiana torta G.J.Lewis
84. Babiana toximontana J.C.Manning & Goldblatt
85. Babiana tritonioides G.J.Lewis
86. Babiana tubaeformis Goldblatt & J.C.Manning
87. Babiana tubiflora (L.f.) Ker Gawl.
88. Babiana tubulosa (Burm.f.) Ker Gawl.
89. Babiana unguiculata G.J.Lewis
90. Babiana vanzijliae L.Bolus
91. Babiana villosa (Aiton) Ker Gawl.
92. Babiana villosula (J.F.Gmel.) Ker Gawl. ex Steud.
93. Babiana virescens Goldblatt & J.C.Manning
94. Babiana virginea Goldblatt

## Sinonimi
- Acaste Salisb.
- Anaclanthe N.E.Br.